# سیارک ۱۰۶۸۴
سیارک ۱۰۶۸۴ (به انگلیسی: 10684 Babkina، نامگذاری:1980RV2) ده هزار و ششصد و هشتاد و چهارمین سیارک کشف شده‌است که در ۸ سپتامبر ۱۹۸۰ میلادی کشف شد.
قدر مطلق این سیارک برابر ۱۷.۰ است.